# Mélanie Pain
Mélanie Pain (Caen, ...) è una cantautrice francese, ex membro dei Nouvelle Vague.
Nell'aprile del 2009, Pain ha pubblicato il suo primo album da solista intitolato My Name, contenente varie collaborazioni con artisti come Julien Doré, Phoebe Killdeer e Thomas Dybdahl.
Il suo secondo album, Bye Bye Manchester, è stato pubblicato nel 2013.

## Discografia
Album in studio
- 2009 - My Name
- 2012 - Bye Bye Manchester
- 2016 - Parachute

Singoli
- 2016 - Comme une balle

EP
- 2012 - Just A Girl

### Con i Nouvelle Vague
Singoli
- This is Not a Love Song
- Teenage Kicks

Album
- Bande à Part